# Olmo (personaggio)
Olmo è un personaggio inventato ed interpretato dal comico Fabio De Luigi: la parte è quella di un sedicente cantante ed è comparso verso la fine degli anni novanta nella trasmissione televisiva Mai dire Gol.

## Descrizione del personaggio
Tra i molti personaggi interpretati da De Luigi, è uno di quelli ad aver riscosso maggior successo; dotato di una precisa mimica caricaturale nei movimenti del corpo (ispirata a quelli di Alan Williams, cantante del gruppo inglese The Rubettes), il personaggio scimmiottava un cantante in erba che si atteggiava a divo musicale ed a sciupafemmine, prendendosi diverse licenze di confidenza nel relazionarsi con gli altri personaggi (come il Mago Forest).
Tre erano a dire dello stesso interprete tratti, o meglio i gesti caratterizzanti il personaggio:
- una camminata platealmente sciancata e dinoccolata che terminava al momento del saluto, col presentatore, con alzata della gamba a imitare un cane nell'atto della minzione;
- una semigiravolta effettuata incrociando le gambe e poi con un rapido raddrizzamento del bacino;
- l'attacco per l'orchestra, dato pestando furiosamente il piede a terra dopo aver alzato la gamba quasi all'altezza delle spalle.

I brani, composti solitamente dallo stesso Fabio De Luigi con il supporto di Savino Cesario (talvolta con la collaborazione di componenti degli Elio e le Storie Tese), sono stati tutti presentati nelle edizioni di Mai dire Gol, talvolta traendone spunto, più volte utilizzati come finale di programma.
Il coinvolgimento di altri attori è stato abbastanza ampio, nell'esecuzione: Paola Cortellesi abilissima seconda voce di Dimmi cosa pensi di me e Non vuole un fratello, ancora Elio e le Storie Tese come orchestra ed Elio come seconda voce.

## Discografia
Con l'organizzazione della Gialappa's Band è stato inciso a fine 2001 un album, Olmo & Friends, con la raccolta di tutti i brani eseguiti da Olmo, taluni in più versioni (registrazioni live in studio, pop, karaoke). L'iniziativa era destinata interamente a raccogliere fondi per Emergency, dopo la partecipazione dell'Italia alla guerra in Afghanistan.
Richiamandosi alla tradizione del Pavarotti and Friends, l'album comprende alcuni pezzi cantati da Maurizio Crozza (all'epoca comico di Mai dire Gol, assieme a De Luigi) e prevede la partecipazione di Paola Cortellesi, nelle canzoni da lei usualmente interpretate assieme a Olmo.
L'album, unica mossa commerciale di "Olmo" (del quale, oltre a ciò, non è stata mai sfruttata l'immagine in tal senso), ha segnato l'apice di una carriera destinata a una rapida dissolvenza.

## Tempi recenti
Il personaggio è stato proposto diverse volte sia nelle stagioni successive del programma che l'ha visto nascere, che sulle scene teatrale, fino ad essere eliminato dal repertorio di De Luigi nel 2002, in parte per le difficoltà di interpretazione di un personaggio dal taglio assai scattante e per il cambio di genere intrapreso nella sua transizione dal campo comico per affermarsi nel ruolo di attore, e un po' per la volontà dello stesso attore di non voler abusare della popolarità di Olmo, magari finendo per essere ricordato per un solo personaggio stereotipato del suo repertorio.
Il personaggio è stato comunque uno dei più apprezzati dell'intera storia della trasmissione televisiva Mai dire gol secondo quanto stabilito da un sondaggio realizzato dal Radiocorriere TV nel 2005.
Olmo è "ricomparso" nella puntata di Quelli che il calcio del 16 dicembre 2007, in cui De Luigi si è esibito in un duetto con Michelle Hunziker. È inoltre tornato a interpretare la sua canzone più famosa nella puntata di Zelig del 10 febbraio 2012, in cui De Luigi ha presentato il suo film Com'è bello far l'amore. L'ultima apparizione a più di dieci anni di distanza è stata nella seconda puntata di Zelig nello speciale dei 20 anni dell'ottobre 2014 condotta dal Mago Forest e dalla Gialappa's come ai tempi dell'ultima apparizione a Mai dire Domenica.

## Canzoni Interpretate in TV
- Piccolo Fiore Bugiardo (Mai dire Gol 1999)
- C'è Simpatia (Mai dire Gol 2000)
- Sei il mio cucù (Mai dire Gol 2001)
- Dimmi cosa pensi di me (Mai dire Grande Fratello 2001)
- Canzone di Natale (Mai dire Grande Fratello 2001)
- Non mi sento in ordine (Mai dire Domenica 2002)
- Il tuo papà (Mai dire Domenica 2002)